# William Stephen Finsen
William Stephen Finsen (28 luglio 1905 – 16 maggio 1979) è stato un astronomo sudafricano che scoprì numerose stelle doppie, sviluppando un sistema interferometrico oculare Finsen che permettesse di misurare le binarie strette, e scattò numerose fotografie del pianeta Marte. Fu l'ultimo direttore dell'Osservatorio dell'Unione in Sud Africa dal 1957 al 1965 (fu ribattezzato Osservatorio della Repubblica nel 1961)..
A lui è stato intitolato un asteroide, 1794 Finsen, e una formazione geologica dell'asteroide 433 Eros, il Finsen Dorsum.

## Biografia
Finsen nacque nel 1905 a Johannesburg, nella colonia del Transvaal, da genitori danesi John Valgard Finsen e Marie Finsen (nata Jensen). Era il nipote del premio Nobel Niels Ryberg Finsen. Conseguì un dottorato in Astronomia presso l'Università di Cape Town e trascorse quasi 50 anni lavorando presso l'Union Observatory di Johannesburg. Succedette a Willem Hendrik van den Bos come direttore dell'Osservatorio dal 1957 al 1965, periodo durante il quale cambiò nome in Osservatorio della Repubblica (1961).
Sia Finsen che van den Bos erano apertamente contrari al piano del governo sudafricano di chiudere e unire l'Osservatorio della Repubblica con l'Osservatorio del Capo (Città del Capo) e l'Osservatorio Radcliffe (Pretoria) nell'Osservatorio Astronomico sudafricano a Sutherland, Northern Cape nel 1974, poiché temevano che ciò avrebbe portato alla fine dei programmi consolidati di osservazione delle stelle binarie e degli asteroidi. I loro timori si sarebbero poi rivelati fondati quando quei programmi furono terminati.

### Asteroide 433 Eros

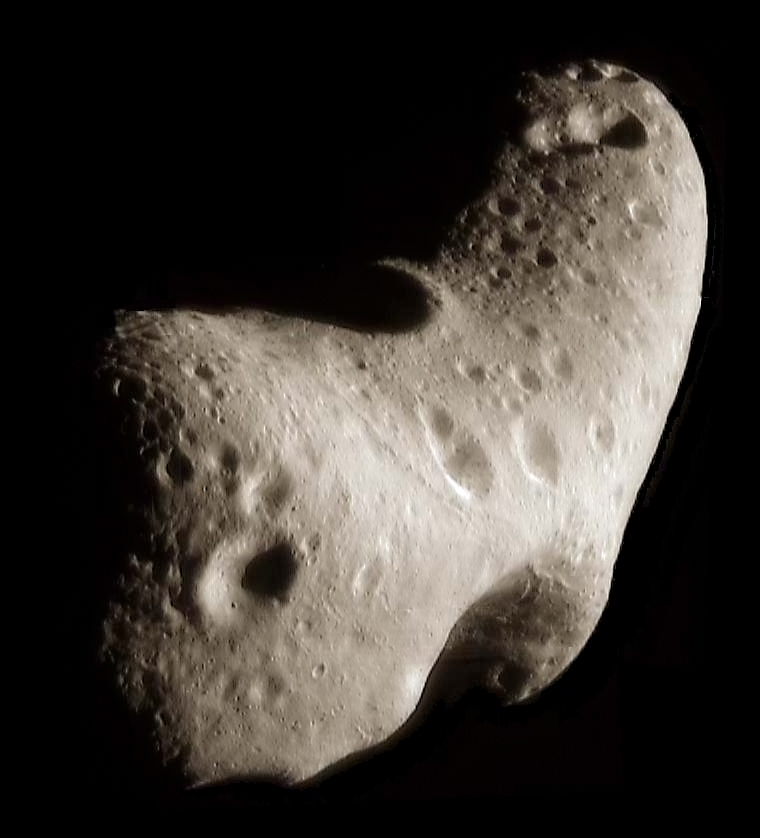
L'asteroide 433 Eros

Finsen inventò un interferometro oculare che consentiva la misurazione di stelle doppie molto vicine. Il suo dispositivo originale è stato utilizzato per molti anni presso il dipartimento di astronomia dell'Università del Sud Africa. Finsen esaminò più di 8.000 stelle, scoprì 73 stelle doppie e scattò 54.000 fotografie di Marte. Erano considerate le migliori fotografie di Marte fino alle prime immagini della sonda spaziale nel 1965. Finsen continuò le sue osservazioni delle stelle doppie dopo il suo ritiro ufficiale dall'osservatorio..
Durante la seconda guerra mondiale Finsen produsse alcuni filmati di base sull'astronomia che servirono per addestrare i navigatori. Progettò anche la Finsen Sun Compass per essere utilizzata dai conducenti di veicoli corazzati nelle campagne nel deserto. Le bussole magnetiche standard erano inutili a causa della grande quantità di metallo nei veicoli.
Finse nsviluppò anche un campionatore del contenuto dello stomaco su richiesta di un medico specialista. A forma di pillola, una volta ingoiato il piccolo dispositivo si apriva nello stomaco del paziente dopo un tempo predeterminato e prelevava il contenuto dello stomaco.

### Tweedledee e Tweedledum
Φ 332 (Finsen 332) è una piccola e difficile stella doppia-doppia a 18:45 / +5°30', chiamata Tweedledee e Tweedledum da Finsen, che, al momento della sua scoperta nel 1953, fu colpito dalla posizione quasi identica degli angoli e della loro separazione da esso.

## Premi e riconoscimenti
- Da lui prende il nome l'asteroide 1794 Finsen. Finsen osservò per la prima volta l'asteroide nel 1937.
- La caratteristica geologica Finsen Dorsum sull'asteroide 433 Eros prende il nome da lui. Finsen aveva notato la forma allungata di Eros.[13]
- Presidente dell'ASSA 1949–1950.[5]
- Premiato con la medaglia Gill nel 1967.[5]
- Membro della Royal Astronomical Society - proposto nel 1925 da Robert TA Inne.[14]